# Miltochrista figuratus
Miltochrista figuratus är en fjärilsart som beskrevs av Walker 1855. Miltochrista figuratus ingår i släktet Miltochrista och familjen björnspinnare. Inga underarter finns listade i Catalogue of Life.